# Okres Stropkov
Der Okres Stropkov (deutsch Bezirk Stroppkau) ist eine Verwaltungseinheit im Osten der Slowakei mit 19.414 Einwohnern (Stand 31. Dezember 2024) und einer Fläche von 389 km².
Historisch gesehen liegt der Bezirk zum größten Teil im ehemaligen Komitat Semplin (Osten), ein kleiner Teil im Nordwesten um die Orte Duplín, Tisinec, Krušinec, Vyškovce, Vislava, Oľšavka, Gribov und Kožuchovce im ehemaligen Komitat Sáros (siehe auch Liste der historischen Komitate Ungarns).

## Bevölkerung
| Jahr                | 1994   | 2004    | 2014    | 2024    |
| ------------------- | ------ | ------- | ------- | ------- |
| Anzahl der Personen | 20.304 | 20.902  | 20.744  | 19.414  |
| Unterschied         |        | +2,94 % | −0,75 % | −6,41 % |

| Jahr                | 2023   | 2024    |
| ------------------- | ------ | ------- |
| Anzahl der Personen | 19.553 | 19.414  |
| Unterschied         |        | −0,71 % |

## Städte
- Stropkov (Stropko)

## Gemeinden
- Baňa
- Breznica
- Breznička
- Brusnica
- Bukovce
- Bystrá
- Bžany
- Duplín
- Gribov
- Havaj
- Chotča
- Jakušovce
- Kolbovce (Kolbenhau)
- Korunková
- Kožuchovce
- Krišľovce
- Kručov
- Krušinec
- Lomné
- Makovce
- Malá Poľana
- Miková
- Miňovce
- Mrázovce
- Nižná Olšava
- Oľšavka
- Potoky
- Potôčky
- Soľník
- Staškovce
- Šandal
- Tisinec
- Tokajík
- Turany nad Ondavou
- Varechovce
- Veľkrop
- Vislava
- Vladiča
- Vojtovce (Vogthau)
- Vyškovce
- Vyšná Olšava
- Vyšný Hrabovec

Das Bezirksamt ist in Stropkov.

## Kultur
In dem Artikel Denkmalgeschützte Objekte im Okres Stropkov findet man Informationen über die vom slowakischen Denkmalamt geschützten Objekte im Okres.